# 돌풍 (드라마)
《돌풍》(영어: The Whirlwind)은 넷플릭스에서 2024년 6월 공개된 대한민국의 정치 드라마이다.

## 작품 소개
세상을 뒤엎기 위해 대통령 시해를 결심한 국무총리와 그를 막아 권력을 손에 쥐려는 경제부총리 사이의 대결을 그린 넷플릭스 시리즈

## 제작진

### 연출
- 김용완 : ( 영화 《챔피언》(각본&감독), tvN 월화드라마 《방법》(연출), 영화 《방법: 재차의》(감독), KBS2 수목 미니시리즈 《당신이 소원을 말하면》 등 연출 )

### 극본
- 박경수 : ( MBC 단막극 《MBC 베스트극장 - 설사약 권하는 사회》(집필), SBS 일요 청춘드라마 《카이스트》(공동집필), KBS2 일일시트콤 《동물원 사람들》(공동집필), MBC 8부작 월화 미니시리즈 《내 인생의 스페셜》(공동집필), MBC 수목 미니시리즈 《태왕사신기》(공동집필), SBS 월화 미니시리즈 《추적자 THE CHASER》(집필), SBS 월화 특별기획 드라마 《황금의 제국》(집필), SBS 월화 미니시리즈 《펀치》(집필), SBS 월화 미니시리즈 《귓속말》(집필) 등 집필

## 출연진

### 주요 인물
- 설경구 : 박동호 역 (아역: 이유현)
- 김희애 : 정수진 역 (전대협 시절: 송수이)

### 청와대
- 김미숙 : 최연숙 역
- 김홍파 : 장일준 역 (변호사 시절: 이제우)
- 오민애 : 유정미 역
- 임세미 : 서정연 역

### 정수진 주변 인물
- 이해영 : 한민호 역 (전대협 의장 시절: 이유현)
- 강상원 : 이만길 역

### 검찰
- 전배수 : 이장석 역
- 정해균 : 정필규 역

### 고위공직자범죄수사처
- 차순배 : 이중권 역

### 정치권
- 김종구 : 박창식 역
- 장광 : 조상천 역 (젊은 시절[1]: 정지훈), (공안검사 시절: 홍정호)
- 박정언 : 박인주 의원 역

### 대진그룹
- 김영민 : 강상운 역
- 박근형 : 강영익 역

### 그 외 인물
- 박정표 : 장현수 역
- 박경찬 : 서기태 역
- 최성재 : 강상진 역
- 남경읍 : 최용환 역

## 참고 사항
- 설경구와 김희애는... 영화 《더 문》, 영화 《보통의 가족》에 이어서 세번째로 의기투합하는 작품의 계기가 되었다.
- 대체역사물이다. 작중시점 중에는 2023년 4월 10일에 대통령이 문서를 결재하는 장면이 있다. 큰 변화없이 현실처럼 대통령 임기 과정이 흘러갔다면[2], 장일준 대통령은 아직 집권 초기인 것[3] 현실에서는 대통령 관저이자 집무실이었던 대한민국 청와대에서 대한민국 대통령 관저와 용산 대통령 집무실로 바뀌었지만, 작중에선 청와대로 유지되었다. 작중 대한민국 검찰청의 위세도 전개적인 편의를 위해서인지 공수처의 존재여부가 불분명하고, 검수완박 또한 일어나지 않은 것으로 보인다.